# Компьютеризированная система управления техническим обслуживанием
Компьютеризированная система управления техническим обслуживанием (КСУТО) (англ. Computerized Maintenance Management System (CMMS)) — комплекс программного обеспечения, включающий базу данных оборудования предприятия, модули планирования проведения технического обслуживания и планово-предупредительного ремонта, оформления заявок на проведение ремонта, модули складского учёта, заявок на покупку запчастей и материалов, учёта человеко-часов, ведения различных статистик (расхода запчастей и материалов, потраченного времени на выполнение плановых и внеплановых ремонтов, потраченных ресурсов на отдельно взятые объекты, узлы, оборудование, технику и другие ценности в ходе технического обслуживания).
Развитые системы CMMS как правило поддерживают строгую иерархическую систему пользователей, когда каждый из работников компании имеет доступ только к тем модулям, которые непосредственно необходимы в работе. В пределах каждого модуля пользователь имеет права на действия в соответствии с его профайлом. Например, исполнитель нарядов на ремонт может видеть только задания на проведение обслуживания того или иного оборудования; специалист по учёту материальных ценностей может заказать требуемый инструмент, материалы, запчасти, СИЗ; планировщик (оператор, диспетчер) — выдать / выпустить наряды на выполнение ремонта, приоритизировать задачи, изменить график техобслуживания; сотрудник отдела кадров добавить или удалить сотрудников в систему. Возможности CMMS или КСУТО определяются специализацией задач. На данный момент принято разделять три вида управлением недвижимости: Facility Management, Property Management и Asset Management.
Одно из главных достоинств систем CMMS — в развитой логистической составляющей. Система автоматически отрабатывает заявки на запасные части, расходные материалы или оборудование, которое должно быть заменено или использовано согласно графикам обслуживания, резервирует их на складе либо выдаёт сигнал на необходимость их закупки. При этом постоянно ведётся подстройка минимально-максимального уровня наличия на складе оборудования и материалов, который бы позволил грамотно распределить оборотные средства, не омертвляя их на складе, но и не допуская простоев из-за ожидания поставки требуемых материалов.
В 2016 году был выпущен ГОСТ Р 57271.1-2016/EN 15221-1:2006 Менеджмент вспомогательных процессов в управлении недвижимостью.
В 2021 году был выпущен ГОСТ Р 55.0.03-2021/ИСО 55002:2018 Управление активами. Национальная система стандартов. Системы менеджмента. Руководство по применению ISO 55001.
CMMS может быть включена в систему управления производством (англ. Manufacturing Execution System, MES), а также в системы классов EAM, ERP, CAFM.
Использование CMMS системы позволяет ввести электронный документооборот на большем количестве участков производства. Так же подобные системы снижают влияние на процесс человеческого фактора.

## Состояние рынка CMMS в России
Первые КСУТО в СССР создавались как крупные ведомственные системы, объединённые вычислительной сетью. В условиях новой экономики с массовым приходом на российский рынок иностранной продукции, а также с появлением и распространением вычислительных сетей (в том числе сети Интернет) в 1990-е годы, на рынке получили развитие универсальные решения иностранных ИТ-компаний: IBM Maximo, Infor EAM, AMOS Business Suite и другие. Вместе с тем, изменение модели экономики России дало возможность для развития российских частных разработок в области программного обеспечения технического обслуживания и ремонта.